# Karl Gottfried Salzmann

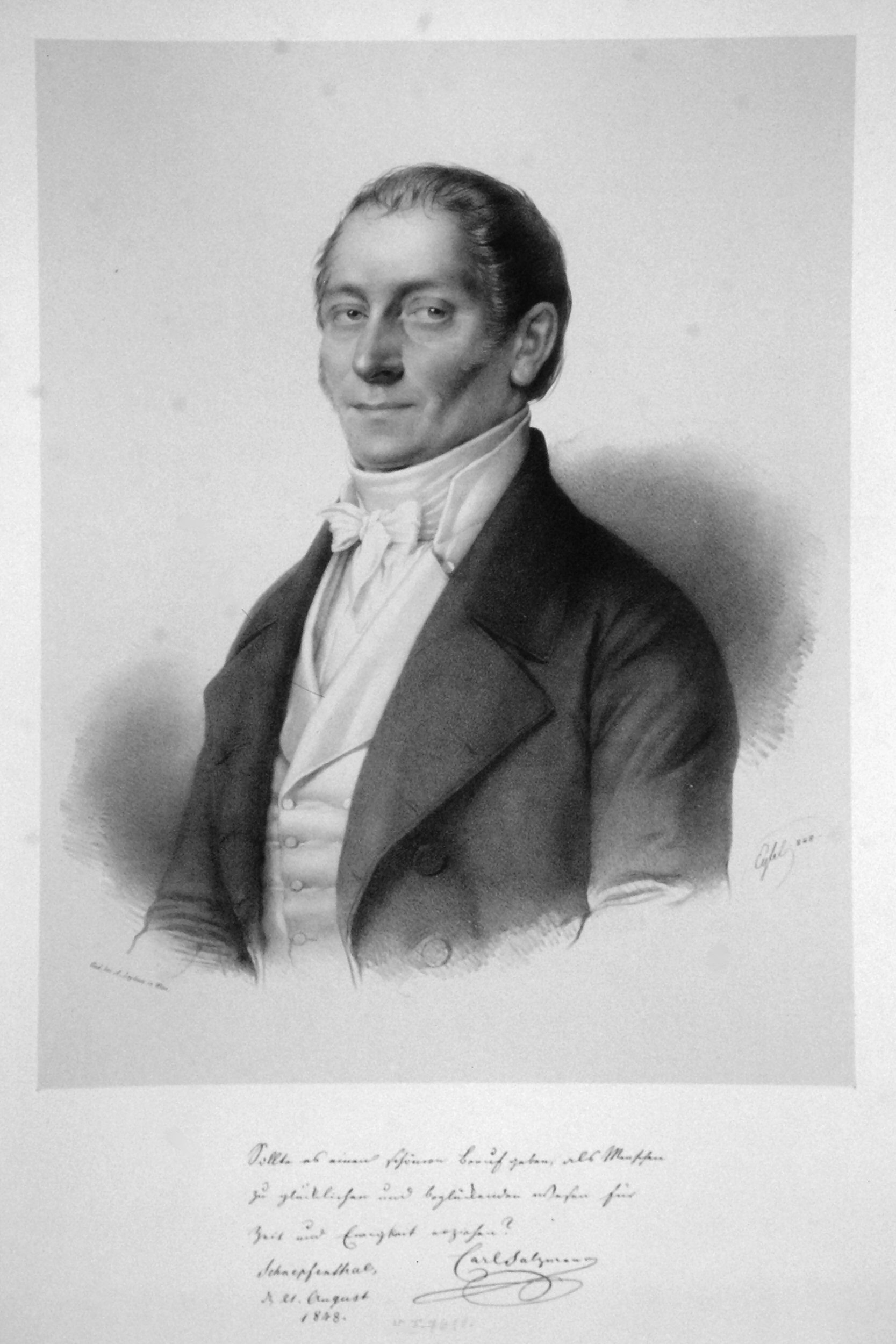
Karl Gottfried Salzmann Litho (Lithografie, 1847)

Karl Gottfried Salzmann (* 8. November 1797 in Wien; † 3. Juli 1871 ebenda) war ein österreichischer Pianist, Komponist und Musikpädagoge.

## Leben und Werk
Karl Gottfried Salzmann erhielt bereits in früher Jugend Klavier- und Kompositionsunterricht. Ab 1809 wurde er Schüler Antonio Salieris.
Ab 1817 wurde er ausübendes Mitglied der Gesellschaft der Musikfreunde Wien. Von 1820 bis 1823 unterrichtete er am Konservatorium dieser Musikgesellschaft als Erster das Fach Klavier und von 1820 bis 1839 als Erster Musiktheorie, Komposition und Generalbass. 1839 gab er in Folge eines kompositorischen Misserfolges diesen Posten auf. Er wirkte in Wien weiter als Musikpädagoge und Veranstalter von Schülerkonzerten. Ein Schüler von ihm war der Organist Lorenz Hauptmann.
Von seinen Kompositionen sind nur wenige im Druck erschienen. Laut seiner Autobiografie verfasste er mehrere Werke für Antonio Salieri. Salzmann widmete Salieri sein Streichquartett in F-Dur.